# Dragan Cigan
Dragan Cigan (Čelinac, 23 maggio 1976 – Cortellazzo, 22 luglio 2007) è stato un operaio bosniaco,  eroe, celebre per aver salvato la vita a due bambini a discapito della propria in mare.

## Biografia
Serbo di Bosnia sfuggito alla guerra in Bosnia-Erzegovina degli anni novanta, Dragan Cigan immigrò in Italia stabilendosi a San Martino di Lupari, dove era occupato come operaio edile, con la speranza di poter presto ricongiungersi alla moglie e alle due figlie, rimaste nel paese natale.
Nella domenica del 22 luglio 2007, mentre si trovava sulla spiaggia adriatica alla foce del Piave in compagnia della sorella e del cognato, nel territorio del comune di Jesolo, l'improvviso crearsi di una forte corrente dovuta al peggioramento delle condizioni atmosferiche, metteva in serio pericolo la vita di due fratellini, un bimbo di 4 anni ed una bimba di 7 originari di Roncade, trascinandoli verso il largo.
Subito constatata la gravità del fatto, pur non sapendo nuotare, Dragan Cigan si gettò in mare riuscendo a portare in salvo i due bimbi. A causa di una nuova ondata e stremato dagli sforzi appena compiuti, venne travolto dalle acque, scomparendo tra i flutti.
Il suo cadavere venne ripescato, il giorno seguente, nella Laguna del Mort tra Cortellazzo ed Eraclea.
Per tale atto di coraggio, il Capo dello Stato Giorgio Napolitano, con proprio decreto, ha conferito a Dragan Cigan la medaglia d'oro al valor civile alla memoria
La Regione Veneto ha provveduto a corrispondere un assegno di sostentamento alla moglie di Dragan, Dijana Cigan, in attesa che le varie iniziative di solidarietà avviate giungessero al conseguimento di obiettivi pratici per la famiglia dell'eroe e, nel maggio 2009, un appartamento nella città di Banja Luka è stato consegnato alla signora Dijana ed alle due figlie.
Il comune di Jesolo, oltre ad aver avviato una raccolta fondi a favore della famiglia, ha dedicato alla sua memoria una via di accesso al mare. Via Dragan Cigan si trova nei pressi del luogo dove è avvenuto il suo eroico gesto.